# Тейт-Сіті (Джорджія)
Тейт-Сіті (англ. Tate City) — переписна місцевість (CDP) в США, в окрузі Таунс штату Джорджія. Населення — 27 осіб (2020).

## Географія
Тейт-Сіті розташований за координатами 34°58′34″ пн. ш. 83°33′5″ зх. д. / 34.97611° пн. ш. 83.55139° зх. д. (34.976213, -83.551408).  За даними Бюро перепису населення США в 2010 році переписна місцевість мала площу 2,73 км², з яких 2,68 км² — суходіл та 0,06 км² — водойми.

## Демографія
Згідно з переписом 2010 року, у переписній місцевості мешкало 16 осіб у 8 домогосподарствах у складі 7 родин. Густота населення становила 6 осіб/км².  Було 34 помешкання (12/км²).
Расовий склад населення:
| - 100,0 % — білих |

До двох чи більше рас належало 0,0 %. Частка іспаномовних становила 0,0 % від усіх жителів.
За віковим діапазоном населення розподілялося таким чином: 0,0 % — особи молодші 18 років, 25,0 % — особи у віці 18—64 років, 75,0 % — особи у віці 65 років та старші. Медіана віку мешканця становила 73,0 року. На 100 осіб жіночої статі у переписній місцевості припадало 128,6 чоловіків;  на 100 жінок у віці від 18 років та старших — 128,6 чоловіків також старших 18 років.
Цивільне працевлаштоване населення становило 0 осіб. 